# Zhang Yuning
Zhang Yuning (n. Wenzhou, Xina; 5 de gener de 1997), és un futbolista professional xinès que juga com a davanter centre al SBV Vitesse de l'Eredivisie, màxima categoria del futbol neerlandès.

## Trajectòria

### Hangzhou Greentown
Des de l'any 2008, Zhang va realitzar les divisions juvenils de l'Hangzhou Greentown, es va destacar com a davanter golejador.
L'any 2015 va ser ascendit al planter principal. Va estar al banc de suplents en les dates 3 i 9 de la Superliga Xina, el 22 d'abril i 9 de maig respectivament, però no va tenir minuts.
Va debutar com a professional el 13 de maig de 2015, en la tercera ronda de la Copa de la Xina, va jugar com a titular contra Wuhan Hongxing, al minut 18 va marcar el seu primer gol oficial, però el rival va empatar, per la qual cosa van anar a penals, instància en la qual es van convertir els primers 14 penals executats, 7 per cada equip, el vuitè tret de Wuhan Hongxing va fallar i li va quedar a Zhang caminar el vuitè penal del seu equip, ho va convertir i van classificar a la següent fase. Va jugar el seu primer partit amb 18 anys i 128 dies.

### Vitesse
Fitxo per l'equip professional neerlandès Vitesse, per començar la temporada 2015/16 amb el club. L'1 de juliol de 2015 va signar contracte per 2 anys amb el club.
En principi es va unir a la categoria sub-19 per adaptar-se al ritme europeu. A cap d'any ja jugava amb la reserva, en el campionat sub-21.
Va ser convocat per primera vegada, per jugar amb el planter principal el 6 de febrer de 2016, va estar al banc de suplents però no va ingressar.
En la data següent, el 13 de febrer, es va produir el seu debut oficial en Europa, va ingressar al minut 86 per enfrontar a Heerenveen i van guanyar 3 a 0 en la jornada 23 de l'Eredivisie. La trobada, ho va disputar amb 19 anys i 39 dies, va utilitzar la samarreta número 43.
El 6 de març, en el seu quart partit oficial, es van enfrontar a Roda JC, Zhang va ingressar amb el partit empatat a un gol, al minut 88, 3 minuts li van bastar per marcar el seu primer gol com a professional amb Vitesse i aconseguir el triomf per 2 a 1, en el Parkstad Limburg Stadion davant més de 15.100 espectadors. Amb 19 anys i 61 dies, es va convertir en el primer jugador xinès a marcar un gol en la primera divisió neerlandesa.
El seu primer partit com a titular, va ser el 8 de maig en l'última data, es van enfrontar a Twente en el De Grolsch Veste davant més de 26.500 persones, Zhang va aportar un gol, i finalment van empatar 2 a 2.
En la seva primera temporada europea, va disputar 8 partits, un com a titular i va marcar 2 gols. Vitesse va finalitzar novè en la lliga neerlandesa.

## Internacional

### Juvenils
Zhang ha estat part de la selecció de la Xina en les categories juvenils sub-17, sub-20 i sub-23.

#### Participacions en juvenils
| Competició                        | Seu   | Resultat      | Partits | Gols |
| --------------------------------- | ----- | ------------- | ------- | ---- |
| Campionat Sub-16 de l'AFC de 2012 | Iran  | Fase de grups | 3       | 2    |
| Campionat Sub-23 de l'AFC 2016    | Qatar | Fase de grups | 3       | 0    |

### Absoluta
Zhang va ser convocat per primera vegada a la selecció major de la Xina per jugar uns amistosos en la data FIFA de juny.
Va debutar el 3 de juny de 2016, malgrat ser el seu primer partit, el tècnic Gao Hongbo ho va manar a la pista com a titular, va marcar 2 gols i van vèncer 4 a 2 a Trinidad i Tobago. Va disputar la seva primera trobada amb 19 anys i 150 dies.

#### Participacions en absoluta
| Competició                      | Seu  | Resultat   | Partits | Gols |
| ------------------------------- | ---- | ---------- | ------- | ---- |
| Classificació per a Rússia 2018 | Àsia | En disputa | 3       | 0    |

## Estadístiques
Actualitzat al 15 d'octubre de 2016.
Últim partit citat: AZ Alkmaar 2 - 2 Vitesse
| Club                                 | Div.          | Temporada     | Lliga | Lliga | Copes nacionals | Copes nacionals | Tornejos internacionals | Tornejos internacionals | Total | Total |
| Club                                 | Div.          | Temporada     | Part. | Gols  | Part.           | Gols            | Part.                   | Gols                    | Part. | Gols  |
| ------------------------------------ | ------------- | ------------- | ----- | ----- | --------------- | --------------- | ----------------------- | ----------------------- | ----- | ----- |
| Hangzhou Greentown · R.P. de la Xina | 1a            | 2015          | 0     | 0     | 1               | 1               | -                       | -                       | 1     | 1     |
| Hangzhou Greentown · R.P. de la Xina | Total club    | Total club    | 0     | 0     | 1               | 1               | 0                       | 0                       | 1     | 1     |
| Vitesse · Països Baixos              | 1a            | 2015/16       | 8     | 2     | 0               | 0               | -                       | -                       | 8     | 2     |
| Vitesse · Països Baixos              | 1a            | 2016/17       | 4     | 0     | 0               | 0               | -                       | -                       | 4     | 0     |
| Vitesse · Països Baixos              | Total club    | Total club    | 12    | 2     | 0               | 0               | 0                       | 0                       | 12    | 2     |
| Total carrera                        | Total carrera | Total carrera | 12    | 2     | 1               | 1               | 0                       | 0                       | 13    | 3     |

## Palmares

### Campionats nacionals
| Títol                   | Club    | País          | Any     |
| ----------------------- | ------- | ------------- | ------- |
| Copa dels Països Baixos | Vitesse | Països Baixos | 2016-17 |